# 松野尾村
松野尾村（まつのおむら）は、かつて新潟県西蒲原郡にあった村。1955年1月1日の合併によって消滅し、現在は新潟市西蒲区の一部となっている。
以下の記述は合併直前当時の旧松野尾村に関しての記述であり、現在では名称等が異なる場合がある。なお、ここに記述されていない内容に関しては新潟市などの記事を参照。

## 沿革
- 1889年（明治22年）4月1日 - 町村制施行に伴い西蒲原郡松野尾村、松山新田村、大原新田村、新保新田村が合併し、松野尾村が発足。
- 1955年（昭和30年）1月1日 - 西蒲原郡巻町、峰岡村、浦浜村、角田村、漆山村と合併し、巻町を新設して消滅。

## 地域
松野尾村は、合併した村名を継承する以下の大字で構成される。
松野尾（まつのお）
1889年（明治22年）まであった松野尾村の区域。現在の新潟市西蒲区松野尾。
松山（まつやま）
1889年（明治22年）まであった松山新田村の区域。現在の新潟市西蒲区松山。
大原新田（おおはらしんでん）

1889年（明治22年）まであった大原新田村の区域。現在の新潟市西蒲区巻大原。
新保（しんぼ）

1889年（明治22年）まであった新保新田村の区域。現在の新潟市西蒲区新保。